# فيونا بيكيت
فيونا بيكيت (بالإنجليزية: Fiona Beckett)‏ هي صحفية وكاتِبة بريطانية، ولدت في 22 أغسطس 1948.